# Leon Brittan
Leon Brittan, baron av Spennithorne, född 25 september 1939 i London, död 21 januari 2015 i London, var en brittisk politiker.
Brittan var ledamot av underhuset för det konservativa partiet 1974–1988. Han var statssekreterare (minister of state) på inrikesdepartementet (Home Office) 1979–1981 och ingick därefter i regeringen (kabinettet) 1981–1986, till en början som biträdande finansminister (Chief Secretary to the Treasury), 1983–1985 som inrikesminister (Home Secretary) och därefter som handelsminister 1985–1986. Han avgick från regeringen efter den så kallade Westlandaffären som handlade om försäljningen av helikoptertillverkaren Westland Helicopters. 
Brittan var därefter EU-kommissionär och vice ordförande i Europeiska kommissionen 1989–1999. I den andra Delors-kommissionen (1989–1992) ansvarade han för konkurrensfrågor och i den tredje Delors-kommissionen 1993–1995 för handelsfrågor. I den efterföljande Santer-kommissionen (1995–1999) ansvarade han för förbindelser med Nordamerika, Australien, Japan och Kina, OECD och WTO. Han tvingades avgå med resten av kommissionen sedan korruptionsanklagelser riktats mot flera kommissionsledamöter och framför allt Édith Cresson.
Brittan var vice styrelseordförande för den schweiziska banken UBS och direktör i styrelsen för Total S.A.:s internationella rådgivande kommitté.  
Brittan var utbildad jurist (barrister) och blev 1978 medlem i Queen's Counsel.

### Webbkällor
- Brittan på EU-kommissionens webbplats